# Az Egyesült Királyság az Eurovíziós Dalfesztiválokon
Az Egyesült Királyság eddig hatvanhét alkalommal vett részt az Eurovíziós Dalfesztiválon.
A brit műsorsugárzó a British Broadcasting Corporation (BBC), amely 1950 óta tagja az Európai Műsorsugárzók Uniójának, és 1957-ben csatlakozott a versenyhez.
Az Egyesült Királyság eddig öt alkalommal, 1967-ben, 1969-ben, 1976-ban, 1981-ben és 1997-ben aratott győzelmet.

## Története

### Évről évre
Az Egyesült Királyság már az első, 1956-os Eurovíziós Dalfesztiválra is jelentkezett, de végül nem vett részt, hanem egy évvel később, 1957-ben debütáltak. A következő évben nem vettek részt, azóta viszont folyamatosan versenyeznek. Bár Írországnak több győzelme van, mégis az Egyesült Királyság tekinthető a legsikeresebb országnak, ugyanis öt győzelmük mellett abszolút rekordnak számító tizenhat alkalommal végeztek a második helyen. (Ötnél több második helye senki másnak nincs.) Emellett ők rendezték meg legtöbbször, összesen kilencszer a dalversenyt. Győzelmeik mellett az eredeti győztes elállása esetén is gyakran őket kérték fel a rendezésre.
1960-ban és 1963-ban London szolgált a dalfesztivál helyszínéül. Eleinte rendszeresen a mezőny élén végeztek: öt második hely után 1967-ben sikerült először megnyerniük a versenyt Sandie Shaw Puppet on a String című dalával. A következő évi londoni rendezésű versenyen újra másodikak lettek, csupán egy ponttal lemaradva a győztes spanyol dal után. 1969-ben négyes holtverseny alakult ki, mivel a szabályok nem tértek ki arra, hogy mi a teendő döntetlen eredmény esetén, mind a négy országot (az Egyesült Királyság, Franciaország, Hollandia, Spanyolország) győztesként hirdették ki, köztük az Egyesült Királyságot is, így Lulu szerezte meg a szigetország második győzelmét a Boom Bang-a-Bang című dallal. 

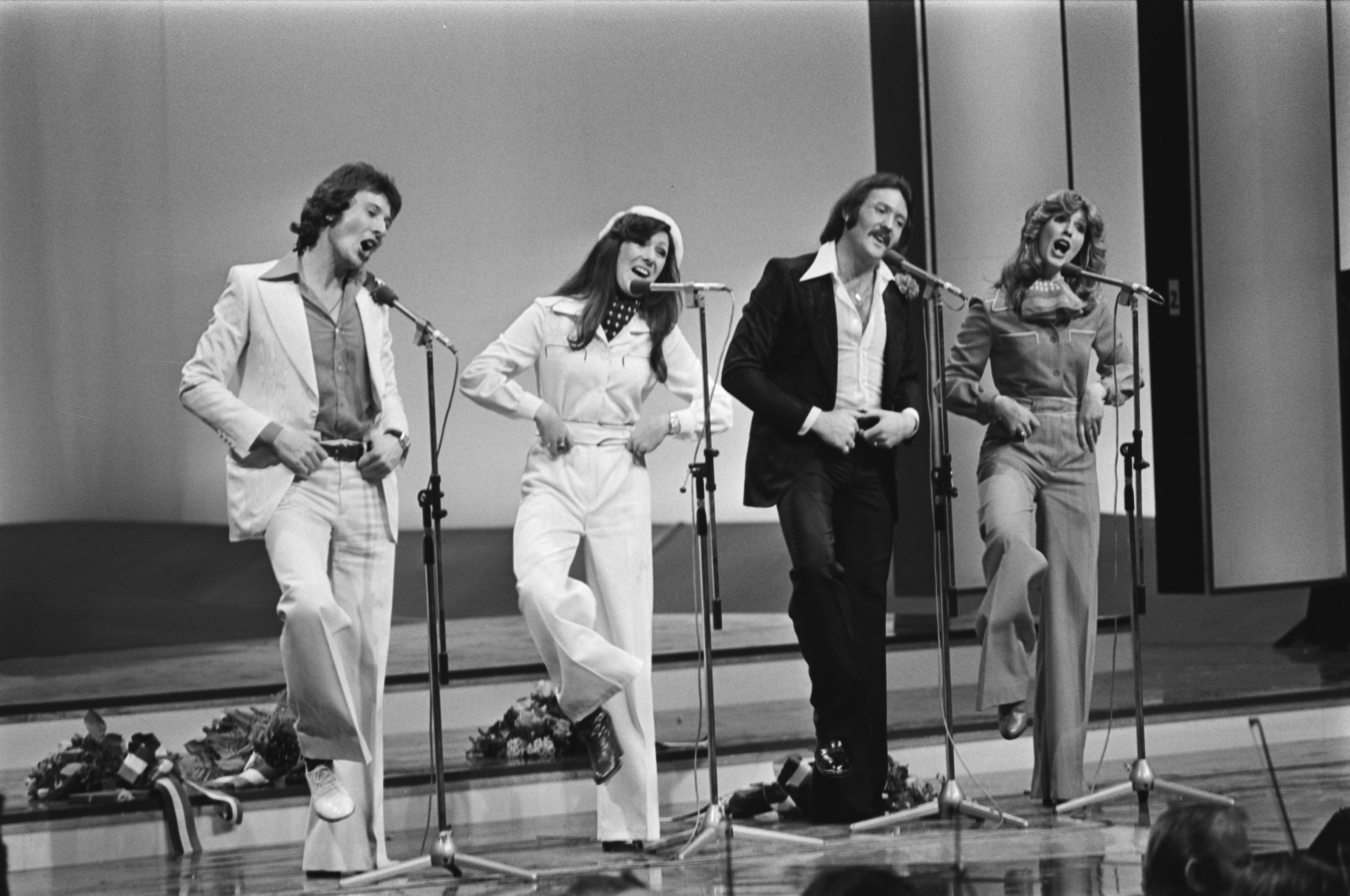
Az 1976-os dalfesztivál győztese, a Brotherhood of Man

1970-ben ismét másodikak lettek, majd a következő évben negyedikek. 1972-ben a dalfesztivált először, és mai napig utoljára, Skóciában rendezték meg, Edinburgh városában. Ekkor újra második, majd harmadik és az 1974-es brightoni rendezésű dalfesztiválon negyedik helyen zárták a versenyt. 1975-ben kilencedik alkalommal végeztek második helyen, a következő évi dalfesztiválon pedig sikerült újabb győzelmet aratni. Harmadik győzelmüket a Brotherhood of Man pop csapat szerezte meg Save Your Kisses for Me című dalukkal. 1977-ben a dalfesztivál visszatért Londonba, ekkor újabb második helyezést értek el. A következő évben debütálásuk után húsz évvel először fordult elő, hogy az első tízen kívül zártak, tizenegyedikek lettek, majd hetedikek.
1980-ban először értek el harmadik helyezést, majd 1981-ben a Bucks Fizz pop együttes szerezte meg a szigetország negyedik győzelmét a Making Your Mind Up című dallal, ezáltal a következő évi versenyt ismét az Egyesült Királyságban rendezték. A következő öt évben csak egyszer sikerült a legjobb öt között végezniük, 1985-ben, amikor negyedikek lettek. 1987-ben újabb rossz eredményt értek el, a huszonkét fős mezőnyben tizenharmadik helyen zártak. Ezután két újabb második helyet szereztek meg.
1990-ben hatodikak lettek, 1991-ben tizedikek. Ezután két újabb második, majd két tízedik és egy nyolcadik helyezést értek el az 1997-es ötödik és egyben utolsó győzelmük előtt. A Katrina & the Waves Love Shine a Light című dalának sikerült a legtöbb pontot összegyűjtenie az ország eurovíziós történelme során, amit később 2022-ben felülmúltak. 1998-ban Birminghamban tartották a versenyt, ahol az országot képviselő előadó csupán hat ponttal maradt le az újabb győzelemről. Az 1998-as telefonos szavazás bevezetése óta eredményeik látványosan leromlottak, valamint Írországhoz hasonlóan a nyelvhasználatot korlátozó szabály 1999-es eltörlése miatt. 
A 2000-es éveket rossz eredményekkel kezdték: 2000-ben tizenhatodik, 2001-ben tizenötödik helyen végeztek. 2002-ben azonban harmadikak lettek. 2003-tól minden évben automatikus döntősök, függetlenül előző évi eredményeitől. Ezt a különleges státuszt azzal érdemelték ki, hogy ők a négy legnagyobb anyagi támogatói az EBU-nak (mely támogatás nélkül az Eurovíziós Dalfesztivál nem lenne lehetséges). A további három ország Németország, Franciaország és Spanyolország. Ebben az évben majdnem ötven évnyi versenyzés után először végeztek az utolsó helyen, ráadásul nulla ponttal. Ezután sorra halmozták fel a rosszabbnál rosszabb eredményeket, 2008-ban ismét a táblázat legalján zártak. A rossz eredmények után 2009-ben a BBC felkérte Andrew Lloyd Webbert, hogy írja meg a versenydalt, és ekkor 2002 óta először sikerült az első tízben végezniük, ötödikek lettek.

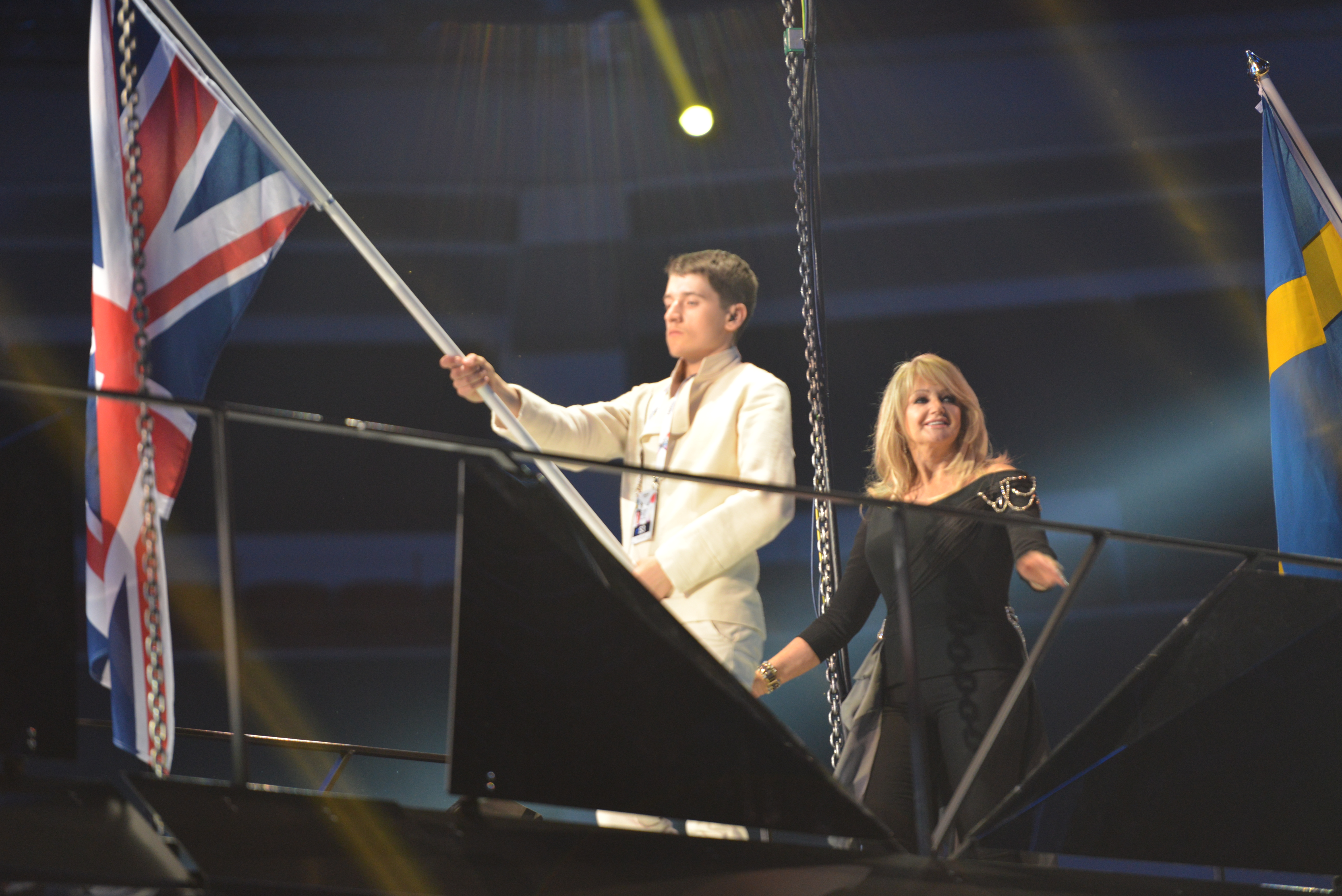
Bonnie Tyler a 2013-as döntő bevonulásán.

2010-ben ismét az utolsó helyen zártak. 2011-ben Olaszország visszatérésével a „Négy Nagy” státusz megváltozott „Öt Nagy”-ra. Ekkor mindössze hét ponttal lemaradva az első tíz hely egyikéről, a tizenegyedik helyen végeztek. A következő három évben azonban nem sikerült megismételni a sikert: a huszonötödik, tizenkilencedik, majd a tizenhetedik helyet érték el – annak ellenére, hogy 2012-ben Engelbert Humperdinck, 2013-ban Bonnie Tyler képviselte őket, 2014-ben pedig a végső győzelemre is esélyesnek tartották őket. 2015-ben, illetve 2016-ban is a 24. helyen zártak, 2017-ben pedig a 15. helyet sikerült elérniük. 2018-ban a huszonnegyedik helyen végeztek, majd 2019-ben az utolsók lettek.
2020-ban James Newman képviselte volna az országot, azonban március 18-án az Európai Műsorsugárzók Uniója bejelentette, hogy 2020-ban nem tudják megrendezni a versenyt a COVID–19-koronavírus-világjárvány miatt. A BBC jóvoltából végül újabb lehetőséget kapott az ország képviseletére a következő évben. Ekkor újra utolsók lettek, viszont se a nemzetközi zsűritől, se nézőktől nem kaptak pontot. 2022-ben a közszolgálati csatorna Sam Rydert választotta ki a versenyre. Dala, a Space Man megnyerte a nemzetközi zsűri szavazását, a nézőknél pedig összesítésben az ötödik lett, így 466 ponttal megszerezte az ország tizenhatodik 2. helyezését. 2023-ban Mae Muller versenyzett az Egyesült Királyság színeiben Liverpoolban, aki utolsó előtti helyezést érte el. 2024-ben a Years & Years együttes frontembere, Olly Alexander képviselte a szigetországot. A döntőben végül 46 pontot gyűjtött össze, azt is a zsűri szavazás során, ugyanis a nézői szavazáson utolsó helyen végzett 0 ponttal. Összesítésben tizennyolcadikak lettek. A következő évben annak ellenére, hogy a Remember Monday a zsűri szavazáson tizenegyedik helyen végzett, azonban a nézői szavazáson holtversenyben nulla ponttal utolsó lett a rendező Svájccal. Összességében tizenkilencedik helyezett lett az szigetország.

### Nyelvhasználat
A dalverseny első éveiben nem vonatkozott semmilyen szabályozás a nyelvhasználatra. 1966-tól az EBU bevezette azt a szabályt, hogy mindegyik dalt az adott ország egyik hivatalos nyelvén kell előadni, vagyis az Egyesült Királyság indulóinak angol nyelven. Ezt a szabályt 1973 és 1976 között rövid időre, később 1999-ben véglegesen eltörölték.
Az Egyesült Királyság eddigi hatvanhét dalának mindegyike teljes egészében angol nyelvű volt. Nem meglepő, hogy az Egyesült Királyság a szabad nyelvhasználat éveiben is a saját nyelvén énekelt, hiszen hagyományosan előnynek tekintik, ha valaki angol nyelvű dallal nevez. A többi részt vevő ország – melyeknek nem hivatalos nyelve az angol – gyakran angol nyelvű dalokkal nevezett, amikor lehetőség volt rá. Például az öt skandináv ország összesen kilenc saját nyelvű dalt küldött 1999 óta (2006-ban Norvégia; 2013-ban, 2019-ben és 2022-ben Izland; 2008-ban, 2010-ben, 2012-ben, 2015-ben és 2023-ban Finnország), többi daluk mind angol volt.

### Nemzeti döntő
Az Egyesült Királyság debütálása óta minden alkalommal egy nemzeti döntő segítségével választotta ki indulóját. Ez korábban a Song For Europe (Egy dal Európának) nevet viselte, az utóbbi években többször változtatták a nevét, 2009-ben Your Country Needs You (Az országodnak szüksége van rád) néven rendezték a nemzeti válogatót. 2016 és 2019 között a Eurovision: You Decide című dalválasztóval keresték indulójukat.
A legelső, 1957-es versenyen elődöntőket is rendeztek, a döntőben mindkét dalt kétszer adták elő, és regionális zsűri választotta ki a nyertest. Később hasonló módon választották ki az indulójukat, majd 1964-től vált jellemzővé az a lebonyolítási forma, hogy a BBC kiválasztott egy énekest, és ő énekelte a nemzeti döntő mindegyik dalát. A következő évtől egy zsűri helyett már a nézők alakították ki a végeredményt, akik levelezőlap segítségével szavazhattak.
1976-ban rendeztek újra több előadó részvételével nemzeti döntőt, és tizennégy regionális zsűri döntött az induló kilétéről. Ezután sokáig ezt a formátumot alkalmazták, és csak a zsűrik, és a résztvevők száma változott, végül 1988-ban vezették be a telefonos szavazást. 1992 és 1994 között rövid időre visszatértek az egy előadó részvételével rendezett nemzeti döntőkhöz, utána ismét több előadó alkotta a mezőnyt, viszont a döntősök számát lecsökkentették négyre.
A rossz eredmények után 2008-ban új lebonyolítási rendszert alkalmaztak, a hat döntősre párokban szavaztak. Az utolsó hely után ismét változtattak a formátumon, 2009-ben egy több héten át tartó tehetségkutató versenyt rendeztek Your Country Needs You címmel. Minden héten kiesett egy énekes, és a műsor végén a három döntős mindegyike elénekelte a versenydalt. 2010-ben hasonló lebonyolítású, de egy adásból álló válogatót rendeztek. 2011-ben belső kiválasztással kérték fel az indulót, akik a dalt is maguk választották: a dalverseny történetében ez volt az első alkalom, hogy a közönség részvétele nélkül jelölték ki a brit versenyzőt. Egészen 2016-ig folytatták a belső kiválasztást, amikor is visszahozták a nemzeti döntőt. Ez egészen 2019-ig működött, hiszen az országnak nem sikerült jó eredményeket szereznie. 2020-ban a BBC belsőleg választotta ki előadójukat és dalukat, majd az elhalasztott verseny miatt ugyanaz az énekes, James Newman, új lehetőséget kapott, hogy énekeljen hazája színében.
A nemzeti döntő műsorvezetője 1977-től 2008-ig Terry Wogan volt, aki egyben a BBC kommentátora is volt 1973-ban, 1978-ban, és 1980-tól 2008-ig minden évben.

## Résztvevők
| Év   | Előadó                       | Dal                                  | Magyar fordítás                          | Döntő              | Pontszám           | Elődöntő          | Pontszám          |
| ---- | ---------------------------- | ------------------------------------ | ---------------------------------------- | ------------------ | ------------------ | ----------------- | ----------------- |
| 1957 | Patricia Bredin              | All                                  | Minden                                   | 7.                 | 6                  | Nem volt elődöntő | Nem volt elődöntő |
|      |                              |                                      |                                          |                    |                    |                   |                   |
| 1959 | Pearl Carr és Teddy Johnson  | Sing, Little Birdie                  | Énekelj, kismadár                        | 2.                 | 16                 | Nem volt elődöntő | Nem volt elődöntő |
| 1960 | Bryan Johnson                | Looking High, High, High             | Nézni fel, fel, fel                      | 2.                 | 25                 | Nem volt elődöntő | Nem volt elődöntő |
| 1961 | The Allisons                 | Are You Sure?                        | Biztos vagy?                             | 2.                 | 24                 | Nem volt elődöntő | Nem volt elődöntő |
| 1962 | Ronnie Carroll               | Ring-A-Ding Girl                     | Csodálatos lány                          | 4.                 | 10                 | Nem volt elődöntő | Nem volt elődöntő |
| 1963 | Ronnie Carroll               | Say Wonderful Things                 | Mondj csodálatos dolgokat                | 4.                 | 28                 | Nem volt elődöntő | Nem volt elődöntő |
| 1964 | Matt Monro                   | I Love the Little Things             | Szeretem a kis dolgokat                  | 2.                 | 17                 | Nem volt elődöntő | Nem volt elődöntő |
| 1965 | Kathy Kirby                  | I Belong                             | Tartozok valakihez                       | 2.                 | 26                 | Nem volt elődöntő | Nem volt elődöntő |
| 1966 | Kenneth McKellar             | A Man Without Love                   | Egy férfi szerelem nélkül                | 9.                 | 8                  | Nem volt elődöntő | Nem volt elődöntő |
| 1967 | Sandie Shaw                  | Puppet on a String                   | Marionettbábu                            | 1.                 | 47                 | Nem volt elődöntő | Nem volt elődöntő |
| 1968 | Cliff Richard                | Congratulations                      | Gratulálok                               | 2.                 | 28                 | Nem volt elődöntő | Nem volt elődöntő |
| 1969 | Lulu                         | Boom Bang-a-Bang                     | Bumm beng beng                           | 1.                 | 18                 | Nem volt elődöntő | Nem volt elődöntő |
| 1970 | Mary Hopkin                  | Knock, Knock Who's There?            | Kopp-kopp, ki van ott?                   | 2.                 | 26                 | Nem volt elődöntő | Nem volt elődöntő |
| 1971 | Clodagh Rodgers              | Jack in the Box                      | Bohóc a dobozban                         | 4.                 | 98                 | Nem volt elődöntő | Nem volt elődöntő |
| 1972 | The New Seekers              | Beg, Steal or Borrow                 | Koldulok, lopok vagy kölcsönzök          | 2.                 | 114                | Nem volt elődöntő | Nem volt elődöntő |
| 1973 | Cliff Richard                | Power to All Our Friends             | Hatalmat minden barátunknak              | 3.                 | 123                | Nem volt elődöntő | Nem volt elődöntő |
| 1974 | Olivia Newton-John           | Long Live Love                       | Éljen soká a szerelem                    | 4.                 | 14                 | Nem volt elődöntő | Nem volt elődöntő |
| 1975 | The Shadows                  | Let Me Be the One                    | Engedd, hogy én legyek az                | 2.                 | 138                | Nem volt elődöntő | Nem volt elődöntő |
| 1976 | Brotherhood of Man           | Save Your Kisses for Me              | Őrizd meg a csókjaidat nekem             | 1.                 | 164                | Nem volt elődöntő | Nem volt elődöntő |
| 1977 | Lynsey de Paul és Mike Moran | Rock Bottom                          | Mélypont                                 | 2.                 | 121                | Nem volt elődöntő | Nem volt elődöntő |
| 1978 | Co-Co                        | The Bad Old Days                     | A régi rossz napok                       | 11.                | 61                 | Nem volt elődöntő | Nem volt elődöntő |
| 1979 | Black Lace                   | Mary Ann                             | Marianna                                 | 7.                 | 73                 | Nem volt elődöntő | Nem volt elődöntő |
| 1980 | Prima Donna                  | Love Enough for Two                  | Szerelem, mely két embernek elég         | 3.                 | 106                | Nem volt elődöntő | Nem volt elődöntő |
| 1981 | Bucks Fizz                   | Making Your Mind Up                  | Meggondolod magad                        | 1.                 | 136                | Nem volt elődöntő | Nem volt elődöntő |
| 1982 | Bardo                        | One Step Further                     | Egy lépéssel előrébb                     | 7.                 | 76                 | Nem volt elődöntő | Nem volt elődöntő |
| 1983 | Sweet Dreams                 | I'm Never Giving Up                  | Sosem adom fel                           | 6.                 | 79                 | Nem volt elődöntő | Nem volt elődöntő |
| 1984 | Belle & the Devotions        | Love Games                           | Szerelmi játékok                         | 7.                 | 63                 | Nem volt elődöntő | Nem volt elődöntő |
| 1985 | Vikki                        | Love Is                              | A szerelem...                            | 4.                 | 100                | Nem volt elődöntő | Nem volt elődöntő |
| 1986 | Ryder                        | Runner in the Night                  | Futó az éjszakában                       | 7.                 | 72                 | Nem volt elődöntő | Nem volt elődöntő |
| 1987 | Rikki                        | Only the Light                       | Csak a fény                              | 13.                | 47                 | Nem volt elődöntő | Nem volt elődöntő |
| 1988 | Scott Fitzgerald             | Go                                   | Menj                                     | 2.                 | 136                | Nem volt elődöntő | Nem volt elődöntő |
| 1989 | Live Report                  | Why Do I Always Get It Wrong?        | Miért tévedek mindig?                    | 2.                 | 130                | Nem volt elődöntő | Nem volt elődöntő |
| 1990 | Emma                         | Give a Little Love Back to the World | Adj vissza egy kis szeretetet a világnak | 6.                 | 87                 | Nem volt elődöntő | Nem volt elődöntő |
| 1991 | Samantha Janus               | A Message to Your Heart              | Egy üzenet a szívednek                   | 10.                | 47                 | Nem volt elődöntő | Nem volt elődöntő |
| 1992 | Michael Ball                 | One Step Out of Time                 | Egy lépéssel lemaradva                   | 2.                 | 139                | Nem volt elődöntő | Nem volt elődöntő |
| 1993 | Sonia                        | Better the Devil You Know            | Jobb az ismert rossz                     | 2.                 | 164                | Nem volt elődöntő | Nem volt elődöntő |
| 1994 | Frances Ruffelle             | We Will Be Free (Lonely Symphony)    | Szabadok leszünk (Magányos szimfónia)    | 10.                | 63                 | Nem volt elődöntő | Nem volt elődöntő |
| 1995 | Love City Groove             | Love City Groove                     | —                                        | 10.                | 76                 | Nem volt elődöntő | Nem volt elődöntő |
| 1996 | Gina G                       | Ooh Aah… Just a Little Bit           | Uh, ah, még egy kicsit                   | 8.                 | 77                 | Nem volt elődöntő | Nem volt elődöntő |
| 1997 | Katrina & the Waves          | Love Shine a Light                   | Fényt gyújt a szeretet                   | 1.                 | 227                | Nem volt elődöntő | Nem volt elődöntő |
| 1998 | Imaani                       | Where Are You?                       | Hol vagy?                                | 2.                 | 167                | Nem volt elődöntő | Nem volt elődöntő |
| 1999 | Precious                     | Say It Again                         | Mondd még egyszer                        | 12.                | 38                 | Nem volt elődöntő | Nem volt elődöntő |
| 2000 | Nicki French                 | Don't Play That Song Again           | Ne játszd újra azt a dalt                | 16.                | 28                 | Nem volt elődöntő | Nem volt elődöntő |
| 2001 | Lindsay Dracass              | No Dream Impossible                  | Nincs lehetetlen álom                    | 15.                | 28                 | Nem volt elődöntő | Nem volt elődöntő |
| 2002 | Jessica Garlick              | Come Back                            | Gyere vissza                             | 3.                 | 111                | Nem volt elődöntő | Nem volt elődöntő |
| 2003 | Jemini                       | Cry Baby                             | Sírj, bébi                               | 26.                | 0                  | Nem volt elődöntő | Nem volt elődöntő |
| 2004 | James Fox                    | Hold On to Our Love                  | Tartsunk ki szerelmünk mellett           | 16.                | 29                 | A Négy Nagy tagja | A Négy Nagy tagja |
| 2005 | Javine                       | Touch My Fire                        | Érintsd meg a tüzemet                    | 22.                | 18                 | A Négy Nagy tagja | A Négy Nagy tagja |
| 2006 | Daz Sampson                  | Teenage Life                         | Tinédzser élet                           | 19.                | 25                 | A Négy Nagy tagja | A Négy Nagy tagja |
| 2007 | Scooch                       | Flying the Flag (for You)            | Kitűzöm érted a zászlót                  | 22.                | 19                 | A Négy Nagy tagja | A Négy Nagy tagja |
| 2008 | Andy Abraham                 | Even If                              | Akkor is, ha                             | 25.                | 14                 | A Négy Nagy tagja | A Négy Nagy tagja |
| 2009 | Jade Ewen                    | It’s My Time                         | Itt az én időm                           | 5.                 | 173                | A Négy Nagy tagja | A Négy Nagy tagja |
| 2010 | Josh Dubovie                 | That Sounds Good to Me               | Jól hangzik                              | 25.                | 10                 | A Négy Nagy tagja | A Négy Nagy tagja |
| 2011 | Blue                         | I Can                                | Tudok                                    | 11.                | 100                | Az Öt Nagy tagja  | Az Öt Nagy tagja  |
| 2012 | Engelbert Humperdinck        | Love Will Set You Free               | A szerelem szabaddá tesz                 | 25.                | 12                 | Az Öt Nagy tagja  | Az Öt Nagy tagja  |
| 2013 | Bonnie Tyler                 | Believe in Me                        | Higgy bennem                             | 19.                | 23                 | Az Öt Nagy tagja  | Az Öt Nagy tagja  |
| 2014 | Molly                        | Children of the Universe             | A világegyetem gyermekei                 | 17.                | 40                 | Az Öt Nagy tagja  | Az Öt Nagy tagja  |
| 2015 | Electro Velvet               | Still in Love with You               | Még mindig szeretlek                     | 24.                | 5                  | Az Öt Nagy tagja  | Az Öt Nagy tagja  |
| 2016 | Joe & Jake                   | You’re Not Alone                     | Nem vagy egyedül                         | 24.                | 62                 | Az Öt Nagy tagja  | Az Öt Nagy tagja  |
| 2017 | Lucie Jones                  | Never Give Up on You                 | Soha nem adlak fel                       | 15.                | 111                | Az Öt Nagy tagja  | Az Öt Nagy tagja  |
| 2018 | SuRie                        | Storm                                | Vihar                                    | 24.                | 48                 | Az Öt Nagy tagja  | Az Öt Nagy tagja  |
| 2019 | Michael Rice                 | Bigger than Us                       | Nagyobb nálunk                           | 26.                | 11                 | Az Öt Nagy tagja  | Az Öt Nagy tagja  |
| 2020 | James Newman                 | My Last Breath                       | Utolsó lélegzetem                        | Elmaradt a verseny | Elmaradt a verseny | Az Öt Nagy tagja  | Az Öt Nagy tagja  |
| 2021 | James Newman                 | Embers                               | Parazsak                                 | 26.                | 0                  | Az Öt Nagy tagja  | Az Öt Nagy tagja  |
| 2022 | Sam Ryder                    | Space Man                            | Űrhajós                                  | 2.                 | 466                | Az Öt Nagy tagja  | Az Öt Nagy tagja  |
| 2023 | Mae Muller                   | I Wrote a Song                       | Írtam egy dalt                           | 25.                | 24                 | Az Öt Nagy tagja  | Az Öt Nagy tagja  |
| 2024 | Olly Alexander               | Dizzy                                | Szédült                                  | 18.                | 46                 | Az Öt Nagy tagja  | Az Öt Nagy tagja  |
| 2025 | Remember Monday              | What the Hell Just Happened?         | Mi a fene történt?                       | 19.                | 88                 | Az Öt Nagy tagja  | Az Öt Nagy tagja  |
| 2026 |                              |                                      |                                          |                    |                    | Az Öt Nagy tagja  | Az Öt Nagy tagja  |

## Szavazástörténet

### 1957–2024
| Hely | Ország        | Pont |
| ---- | ------------- | ---- |
| 1.   | Írország      | 270  |
| 2.   | Svédország    | 263  |
| 3.   | Svájc         | 194  |
| 4.   | Németország   | 173  |
| 5.   | Izrael        | 160  |
| 6.   | Franciaország | 145  |
| 7.   | Norvégia      | 141  |
| 8.   | Dánia         | 135  |
| 9.   | Belgium       | 133  |
| 10.  | Ausztria      | 126  |

| Hely | Ország        | Pont |
| ---- | ------------- | ---- |
| 1.   | Írország      | 272  |
| 2.   | Svájc         | 221  |
| 3.   | Franciaország | 209  |
| 4.   | Ausztria      | 209  |
| 5.   | Németország   | 205  |
| 6.   | Belgium       | 205  |
| 7.   | Portugália    | 196  |
| 8.   | Svédország    | 194  |
| 9.   | Norvégia      | 175  |
| 10.  | Izrael        | 175  |

Az Egyesült Királyság még sosem adott pontot a döntőben a következő országoknak: Marokkó, Montenegró és Szlovákia.
Az Egyesült Királyság mindegyik országtól kapott legalább egy pontot a döntőkben.
| Az Egyesült Királyság a következő országoknak adta a legtöbb pontot az elődöntőben: \| Hely \| Ország \| Pont \| \| ---- \| ------------- \| ---- \| \| 1. \| Litvánia \| 139 \| \| 2. \| Írország \| 94 \| \| 3. \| Lengyelország \| 84 \| \| 4. \| Ciprus \| 75 \| \| 5. \| Svédország \| 71 \| \| 6. \| Bulgária \| 65 \| \| 7. \| Finnország \| 65 \| \| 8. \| Portugália \| 55 \| \| 9. \| Izland \| 54 \| \| 10. \| Málta \| 52 \| |               |      |
| Hely | Ország        | Pont |
| 1. | Litvánia      | 139  |
| 2. | Írország      | 94   |
| 3. | Lengyelország | 84   |
| 4. | Ciprus        | 75   |
| 5. | Svédország    | 71   |
| 6. | Bulgária      | 65   |
| 7. | Finnország    | 65   |
| 8. | Portugália    | 55   |
| 9. | Izland        | 54   |
| 10. | Málta         | 52   |

Az Egyesült Királyság még sosem adott pontot az elődöntőben a következő országoknak: Andorra, Monaco, Montenegró és Szlovákia.

## Rendezések
Az Egyesült Királyság rendezte meg legtöbbször – szám szerint nyolcszor – a dalfesztivált, viszont csak négyszer tették ezt egy győzelem után. 1960-ban, 1963-ban, 1972-ben és 1974-ben azután vállalták el a rendezést, hogy az eredeti nyertes nem vállalta azt, míg 1969-ben három másik országgal holtversenyben végeztek az élen, ám nem ők, hanem Hollandia adhatott otthont a következő versenynek.
| Év   | Város                                  | Helyszín                       | Műsorvezető(k)                                               |
| ---- | -------------------------------------- | ------------------------------ | ------------------------------------------------------------ |
| 1960 | Egyesült Királyság, Anglia, London     | Royal Festival Hall            | Katie Boyle                                                  |
| 1963 | Egyesült Királyság, Anglia, London     | BBC Television Centre          | Katie Boyle                                                  |
| 1968 | Egyesült Királyság, Anglia, London     | Royal Albert Hall              | Katie Boyle                                                  |
| 1972 | Egyesült Királyság, Skócia, Edinburgh  | Usher Hall                     | Moira Shearer                                                |
| 1974 | Egyesült Királyság, Anglia, Brighton   | Brighton Dome                  | Katie Boyle                                                  |
| 1977 | Egyesült Királyság, Anglia, London     | Wembley Conference Centre      | Angela Rippon                                                |
| 1982 | Egyesült Királyság, Anglia, Harrogate  | Harrogate International Centre | Jan Leeming                                                  |
| 1998 | Egyesült Királyság, Anglia, Birmingham | National Indoor Arena          | Ulrika Jonsson, Terry Wogan                                  |
| 2023 | Egyesült Királyság, Anglia, Liverpool  | Liverpool Arena                | Alesha Dixon, Hannah Waddingham, Julia Sanina, Graham Norton |

## Háttér
| Év   | Rendező           | Kommentátor                                                                       | Rádiós kommentátor                                                              | Pontbejelentő       |
| ---- | ----------------- | --------------------------------------------------------------------------------- | ------------------------------------------------------------------------------- | ------------------- |
| 1956 | Lugano            | Wilfrid Thomas                                                                    | N/A                                                                             | Nem vettek részt    |
| 1957 | Frankfurt am Main | Berkeley Smith                                                                    | Tom Sloan                                                                       | David Jacobs        |
| 1958 | Hilversum         | Peter Haigh                                                                       | Tom Sloan                                                                       | Nem vettek részt    |
| 1959 | Cannes            | Tom Sloan                                                                         | Pete Murray                                                                     | Pete Murray         |
| 1960 | London            | David Jacobs                                                                      | Pete Murray                                                                     | Nick Burrell-Davis  |
| 1961 | Cannes            | Tom Sloan                                                                         | Pete Murray                                                                     | Michael Aspel       |
| 1962 | Luxembourg        | David Jacobs                                                                      | Peter Haigh                                                                     | Alex Macintosh      |
| 1963 | London            | David Jacobs                                                                      | Michael Aspel                                                                   | Pete Murray         |
| 1964 | Koppenhága        | David Jacobs                                                                      | Tom Sloan                                                                       | Kenneth Kendall     |
| 1965 | Nápoly            | David Jacobs                                                                      | David Gell                                                                      | Alastair Burnet     |
| 1966 | Luxembourg        | David Jacobs                                                                      | John Dunn                                                                       | Michael Aspel       |
| 1967 | Bécs              | Rolf Harris                                                                       | Richard Baker                                                                   | Michael Aspel       |
| 1968 | London            | N/A                                                                               | Pete Murray                                                                     | Michael Aspel       |
| 1969 | Madrid            | Michael Aspel                                                                     | Pete Murray                                                                     | Colin-Ward Lewis    |
| 1970 | Amszterdam        | David Gell                                                                        | Tony Brandon                                                                    | Colin-Ward Lewis    |
| 1971 | Dublin            | Dave Lee Travis                                                                   | Terry Wogan                                                                     | N/A                 |
| 1972 | Edinburgh         | Tom Fleming                                                                       | Pete Murray                                                                     | N/A                 |
| 1973 | Luxembourg        | Terry Wogan                                                                       | Pete Murray                                                                     | N/A                 |
| 1974 | Brighton          | David Vine                                                                        | Terry Wogan                                                                     | Colin-Ward Lewis    |
| 1975 | Stockholm         | Pete Murray                                                                       | Terry Wogan                                                                     | Ray Moore           |
| 1976 | Hága              | Michael Aspel                                                                     | Terry Wogan                                                                     | Ray Moore           |
| 1977 | London            | Pete Murray                                                                       | Terry Wogan                                                                     | Colin Berry         |
| 1978 | Párizs            | Terry Wogan                                                                       | Ray Moore                                                                       | Colin Berry         |
| 1979 | Jeruzsálem        | John Dunn                                                                         | Ray Moore                                                                       | Colin Berry         |
| 1980 | Hága              | Terry Wogan                                                                       | Steve Jones                                                                     | Ray Moore           |
| 1981 | Dublin            | Terry Wogan                                                                       | Ray Moore                                                                       | Colin Berry         |
| 1982 | Harrogate         | Terry Wogan                                                                       | Ray Moore                                                                       | Colin Berry         |
| 1983 | München           | Terry Wogan                                                                       | Nem volt közvetítés                                                             | Colin Berry         |
| 1984 | Luxembourg        | Terry Wogan                                                                       | Nem volt közvetítés                                                             | Colin Berry         |
| 1985 | Göteborg          | Terry Wogan                                                                       | Nem volt közvetítés                                                             | Colin Berry         |
| 1986 | Bergen            | Terry Wogan                                                                       | Ray Moore                                                                       | Colin Berry         |
| 1987 | Brüsszel          | Terry Wogan                                                                       | Ray Moore                                                                       | Colin Berry         |
| 1988 | Dublin            | Terry Wogan                                                                       | Ken Bruce                                                                       | Colin Berry         |
| 1989 | Lausanne          | Terry Wogan                                                                       | Ken Bruce                                                                       | Colin Berry         |
| 1990 | Zágráb            | Terry Wogan                                                                       | Ken Bruce                                                                       | Colin Berry         |
| 1991 | Róma              | Terry Wogan                                                                       | Ken Bruce                                                                       | Colin Berry         |
| 1992 | Malmö             | Terry Wogan                                                                       | Ken Bruce                                                                       | Colin Berry         |
| 1993 | Millstreet        | Terry Wogan                                                                       | Ken Bruce                                                                       | Colin Berry         |
| 1994 | Dublin            | Terry Wogan                                                                       | Ken Bruce                                                                       | Colin Berry         |
| 1995 | Dublin            | Terry Wogan                                                                       | Ken Bruce                                                                       | Colin Berry         |
| 1996 | Oslo              | Terry Wogan                                                                       | Ken Bruce                                                                       | Colin Berry         |
| 1997 | Dublin            | Terry Wogan                                                                       | Ken Bruce                                                                       | Colin Berry         |
| 1998 | Birmingham        | Terry Wogan                                                                       | Ken Bruce                                                                       | Ken Bruce           |
| 1999 | Jeruzsálem        | Terry Wogan                                                                       | Ken Bruce                                                                       | Colin Berry         |
| 2000 | Stockholm         | Terry Wogan                                                                       | Ken Bruce                                                                       | Colin Berry         |
| 2001 | Koppenhága        | Terry Wogan                                                                       | Ken Bruce                                                                       | Colin Berry         |
| 2002 | Tallinn           | Terry Wogan                                                                       | Ken Bruce                                                                       | Colin Berry         |
| 2003 | Riga              | Terry Wogan                                                                       | Ken Bruce                                                                       | Lorraine Kelly      |
| 2004 | Isztambul         | Terry Wogan (összes adás) Paddy O'Connell (elődöntő)                              | Ken Bruce                                                                       | Lorraine Kelly      |
| 2005 | Kijev             | Terry Wogan (összes adás) Paddy O'Connell (elődöntő)                              | Ken Bruce                                                                       | Cheryl Baker        |
| 2006 | Athén             | Terry Wogan (összes adás) Paddy O'Connell (elődöntő)                              | Ken Bruce                                                                       | Fearne Cotton       |
| 2007 | Helsinki          | Terry Wogan (összes adás) Paddy O'Connell és Sarah Cawood (elődöntő)              | Ken Bruce                                                                       | Fearne Cotton       |
| 2008 | Belgrád           | Terry Wogan (összes adás) Paddy O'Connell és Caroline Flack (elődöntők)           | Ken Bruce                                                                       | Carrie Grant        |
| 2009 | Moszkva           | Graham Norton (összes adás) Paddy O'Connell és Caroline Flack (elődöntők)         | Ken Bruce                                                                       | Duncan James        |
| 2010 | Oslo              | Graham Norton (összes adás) Paddy O'Connell és Caroline Flack (elődöntők)         | Ken Bruce                                                                       | Scott Mills         |
| 2011 | Düsseldorf        | Graham Norton (összes adás) Scott Mills és Sara Cox (elődöntők)                   | Ken Bruce                                                                       | Alex Jones          |
| 2012 | Baku              | Graham Norton (összes adás) Scott Mills és Sara Cox (elődöntők)                   | Ken Bruce                                                                       | Scott Mills         |
| 2013 | Malmö             | Graham Norton (összes adás) Scott Mills és Ana Matronic (elődöntők)               | Ken Bruce                                                                       | Scott Mills         |
| 2014 | Koppenhága        | Graham Norton (összes adás) Scott Mills és Laura Whitmore (elődöntők)             | Ken Bruce                                                                       | Scott Mills         |
| 2015 | Bécs              | Graham Norton (összes adás) Scott Mills és Mel Giedroyc (elődöntők)               | Ken Bruce                                                                       | Nigella Lawson      |
| 2016 | Stockholm         | Graham Norton (összes adás) Scott Mills és Mel Giedroyc (elődöntők)               | Ken Bruce                                                                       | Richard Osman       |
| 2017 | Kijev             | Graham Norton (összes adás) Scott Mills és Mel Giedroyc (elődöntők)               | Ken Bruce                                                                       | Katrina Leskanich   |
| 2018 | Lisszabon         | Scott Mills és Rylan Clark-Neal (elődöntők) Graham Norton (döntő)                 | Ken Bruce                                                                       | Mel Giedroyc        |
| 2019 | Tel-Aviv          | Scott Mills és Rylan Clark-Neal (elődöntők) Graham Norton (döntő)                 | Ken Bruce                                                                       | Rylan Clark-Neal    |
| 2021 | Rotterdam         | Chelcee Grimes, Rylan Clark-Neal és Scott Mills (elődöntők) Graham Norton (döntő) | Ken Bruce                                                                       | Amanda Holden       |
| 2022 | Torino            | Rylan Clark-Neal és Scott Mills (elődöntők) Graham Norton (döntő)                 | Ken Bruce                                                                       | AJ Odudu            |
| 2023 | Liverpool         | Rylan Clark-Neal és Scott Mills (elődöntők) Graham Norton és Mel Giedroyc (döntő) | Paddy O'Connell (elődöntők) Scott Mills és Rylan Clark-Neal (döntő)             | Catherine Tate      |
| 2024 | Malmö             | Rylan Clark-Neal és Scott Mills (elődöntők) Graham Norton (döntő)                 | Rylan Clark-Neal és Scott Mills                                                 | Joanna Lumley       |
| 2025 | Bázel             | Rylan Clark-Neal és Scott Mills (elődöntők) Graham Norton (döntő)                 | Richie Anderson és Sara Cox (elődöntők) Rylan Clark-Neal és Scott Mills (döntő) | Sophie Ellis-Bextor |
| 2026 | Bécs              |                                                                                   |                                                                                 |                     |

## Galéria

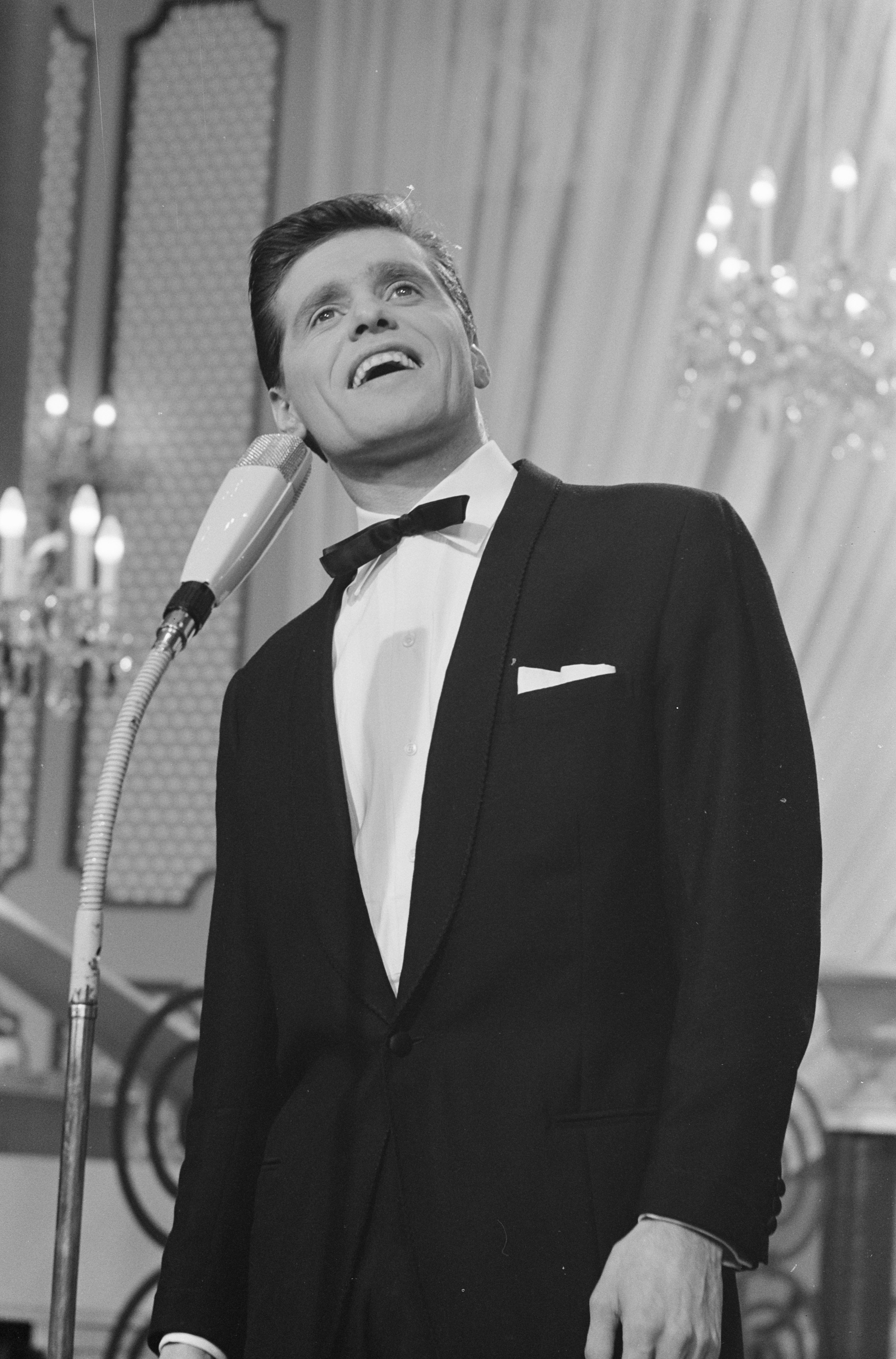
Ronnie Carroll Luxembourgban (1962)
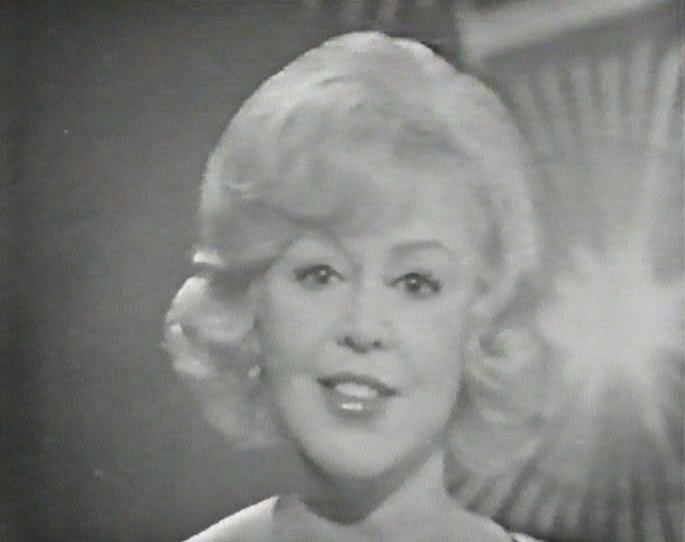
Kathy Kirby Nápolyban (1965)
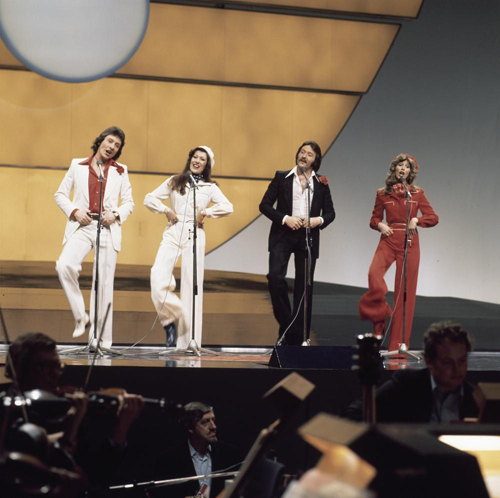
A Brotherhood of Man Hágában (1976)
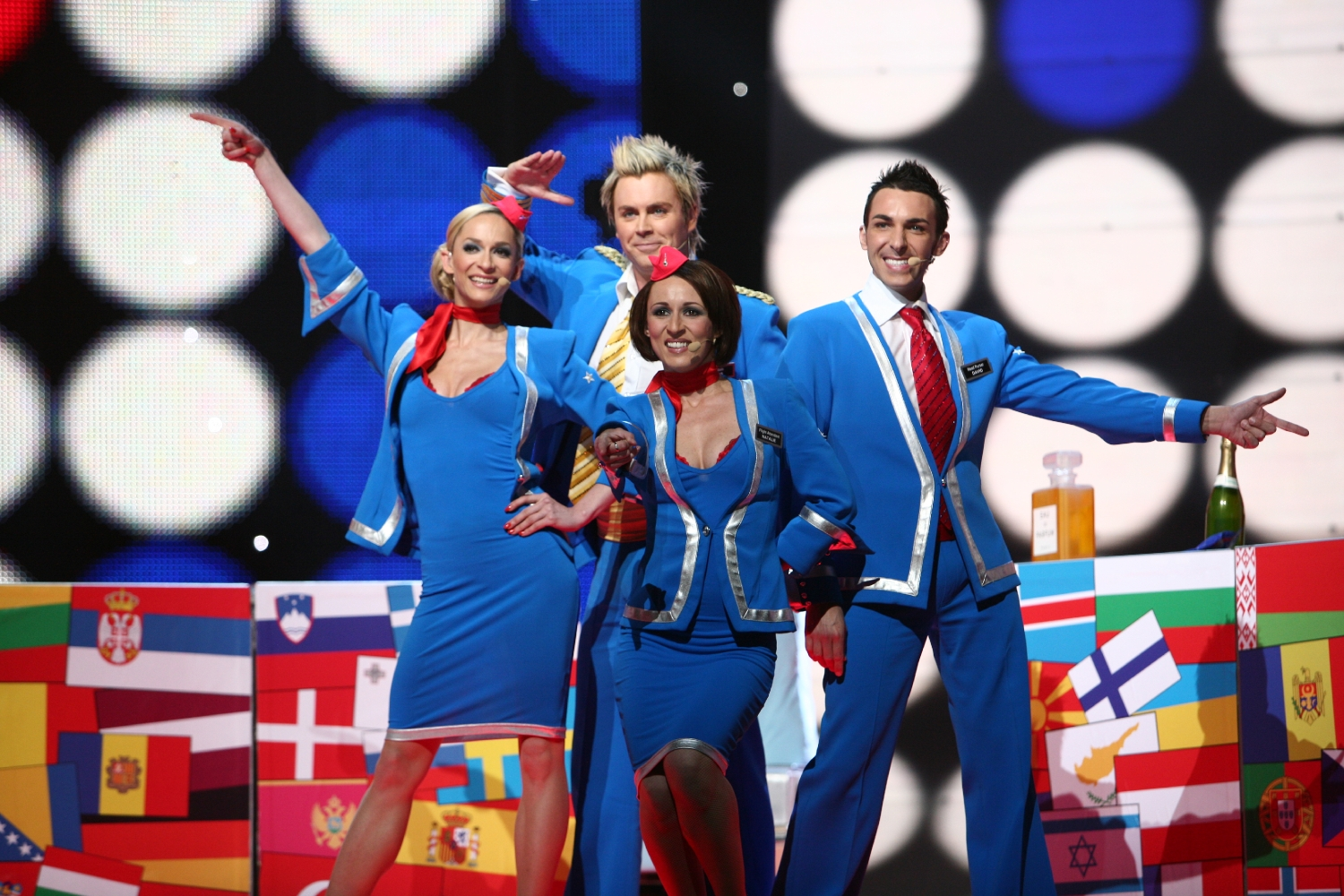
A Scooch Helsinkiben (2007)
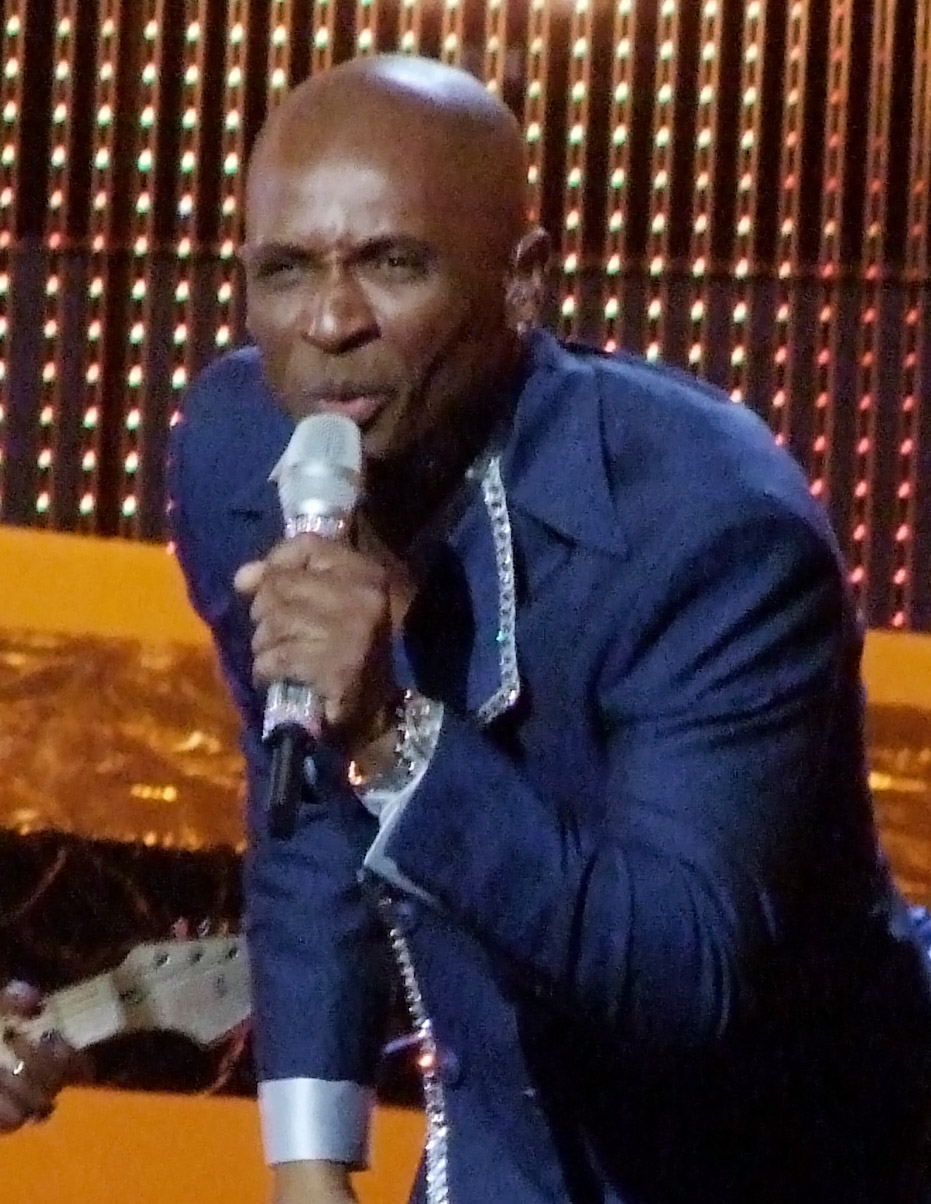
Andy Abraham Belgrádban (2008)
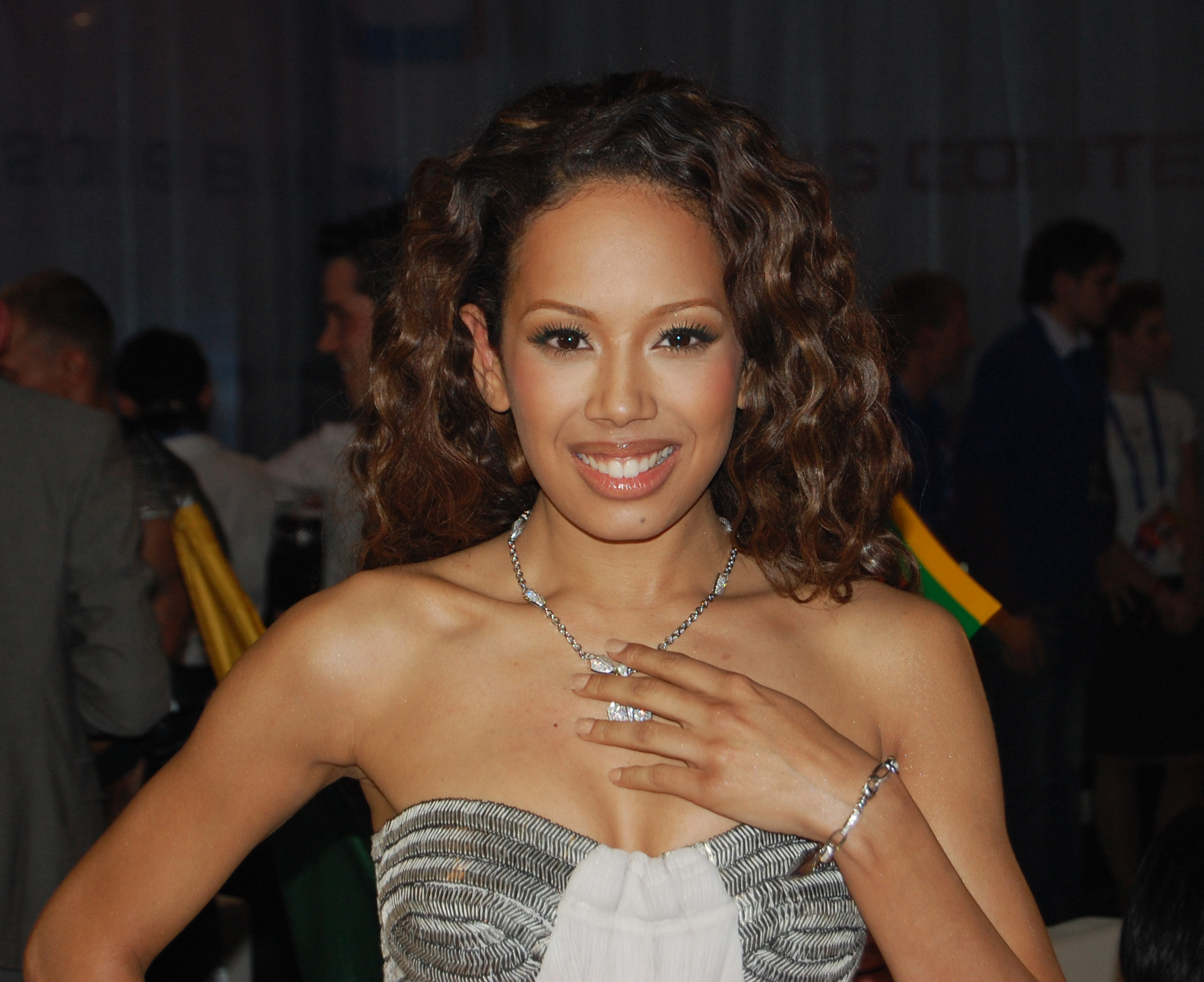
Jade Ewen Moszkvában (2009)
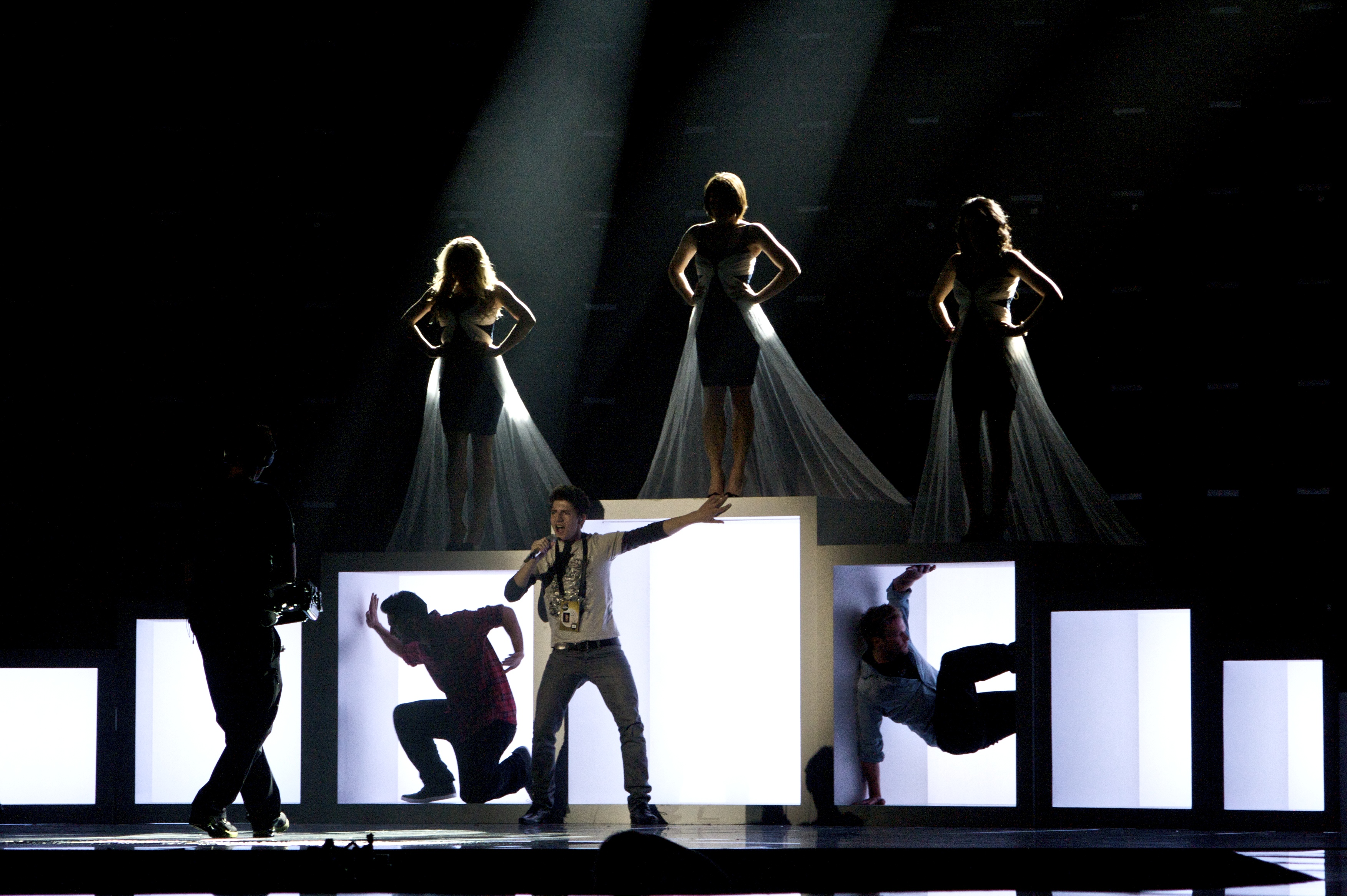
Josh Dubovie Oslóban (2010)
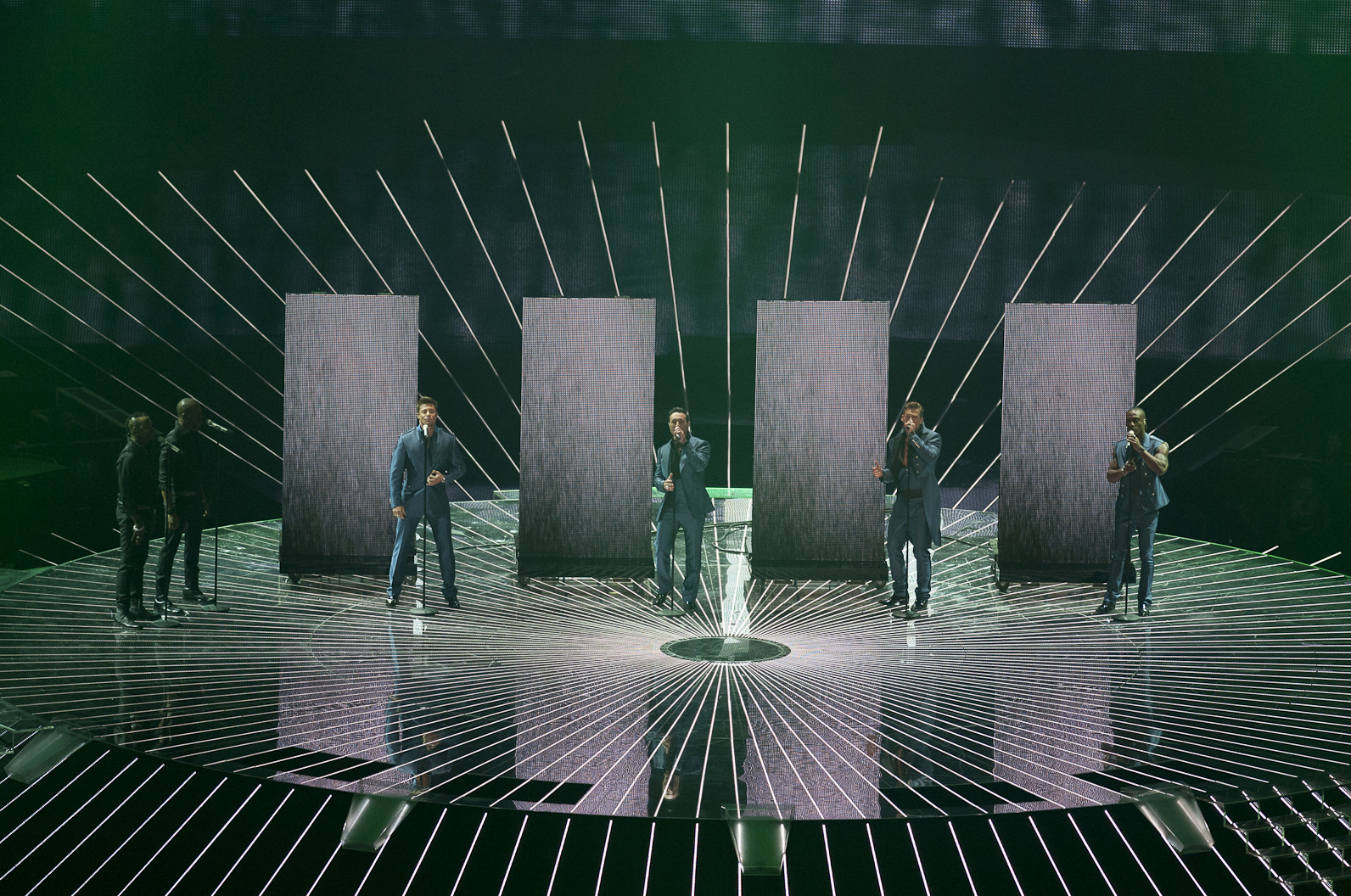
A Blue Düsseldorfban (2011)
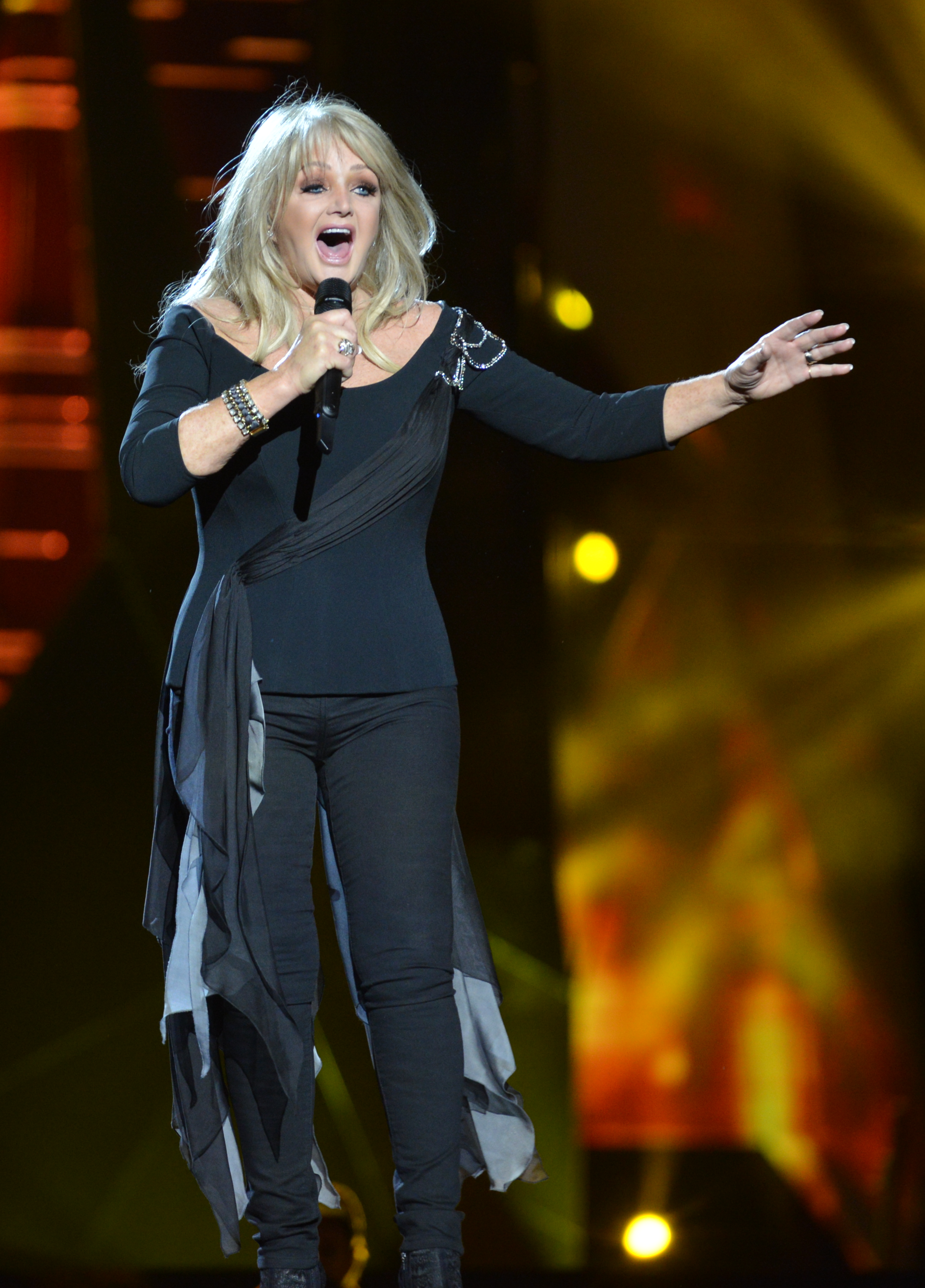
Bonnie Tyler Malmőben (2013)
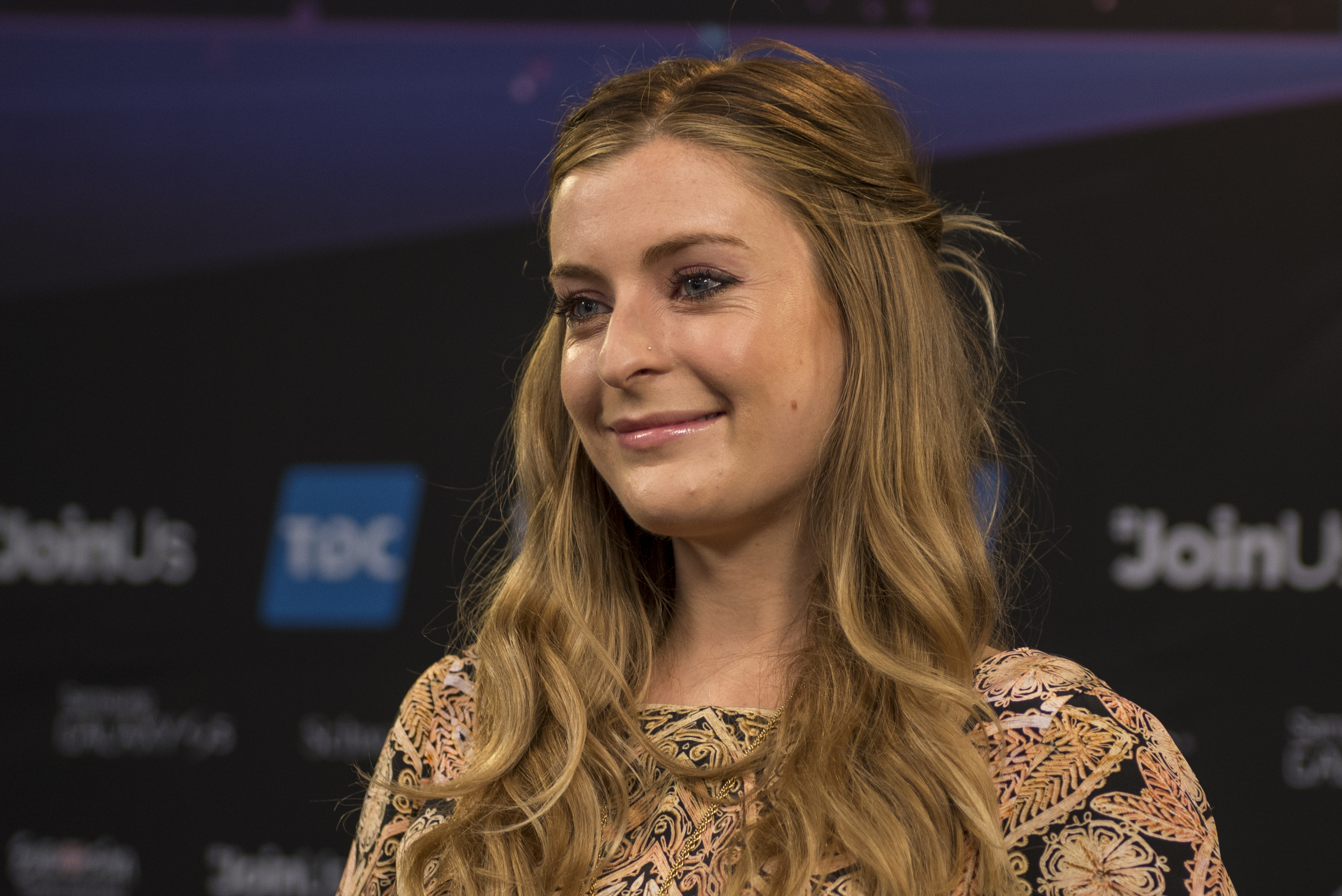
Molly Koppenhágában (2014)
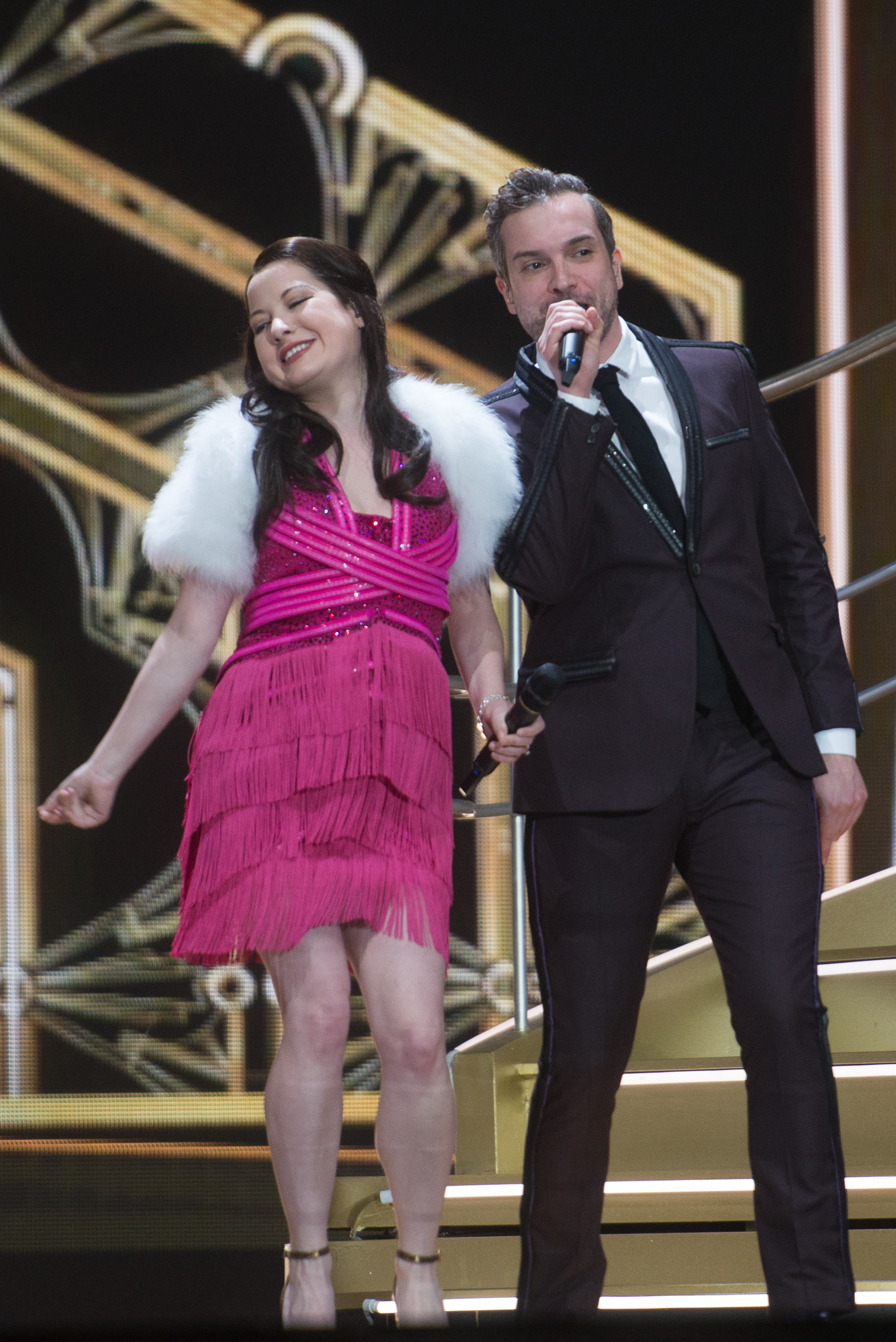
Az Electro Velvet Bécsben (2015)
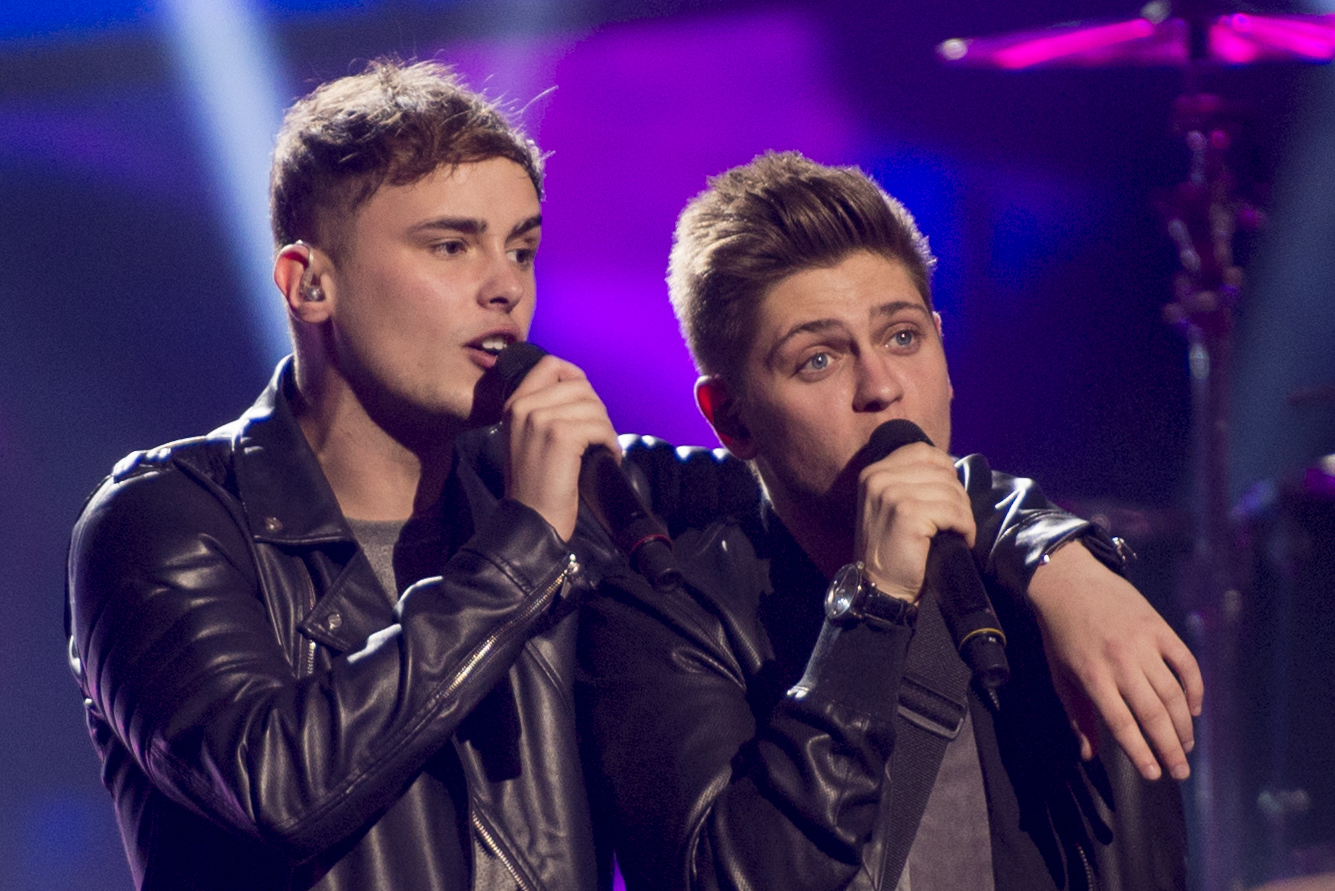
Joe & Jake Stockholmban (2016)
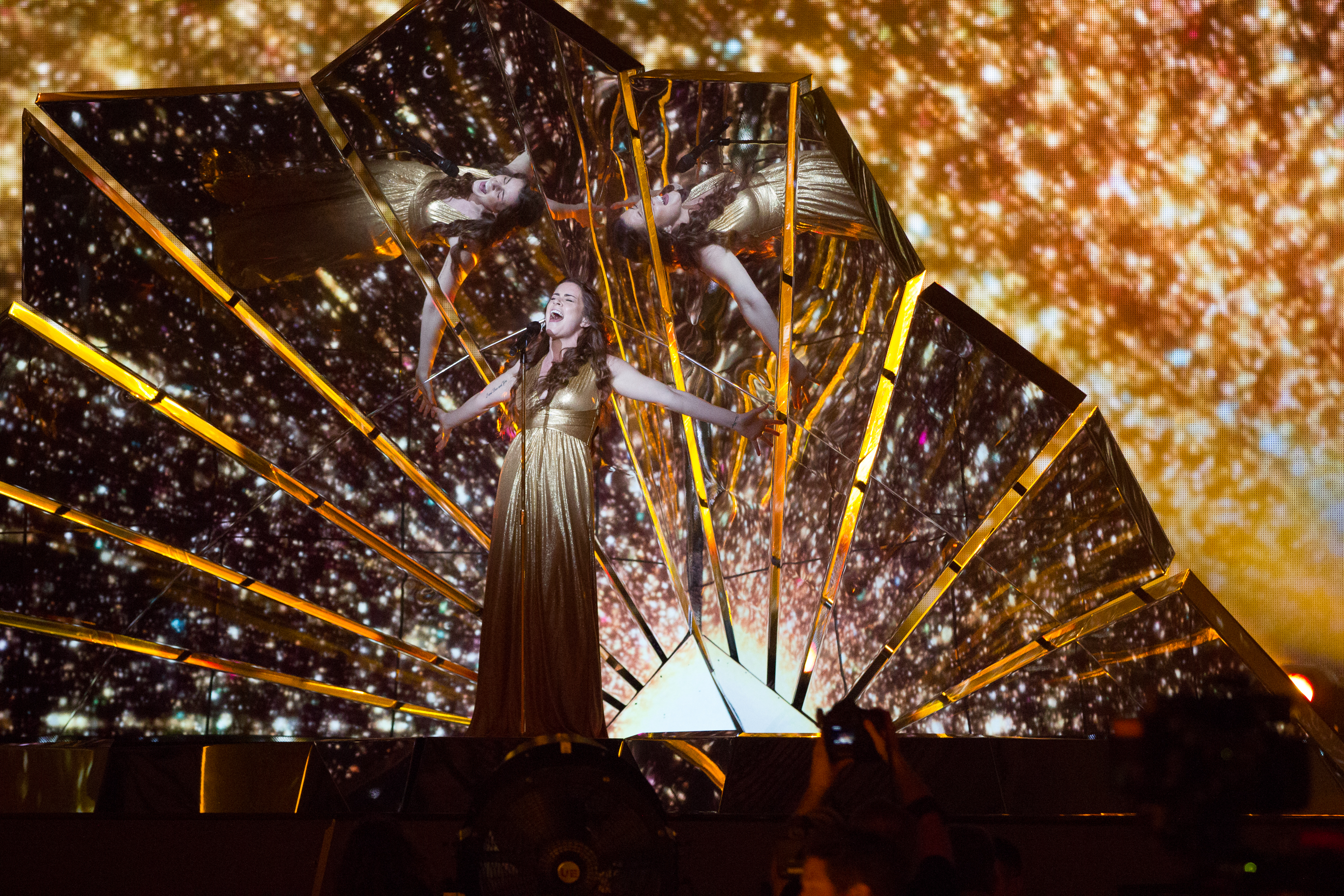
Lucie Jones Kijevben (2017)
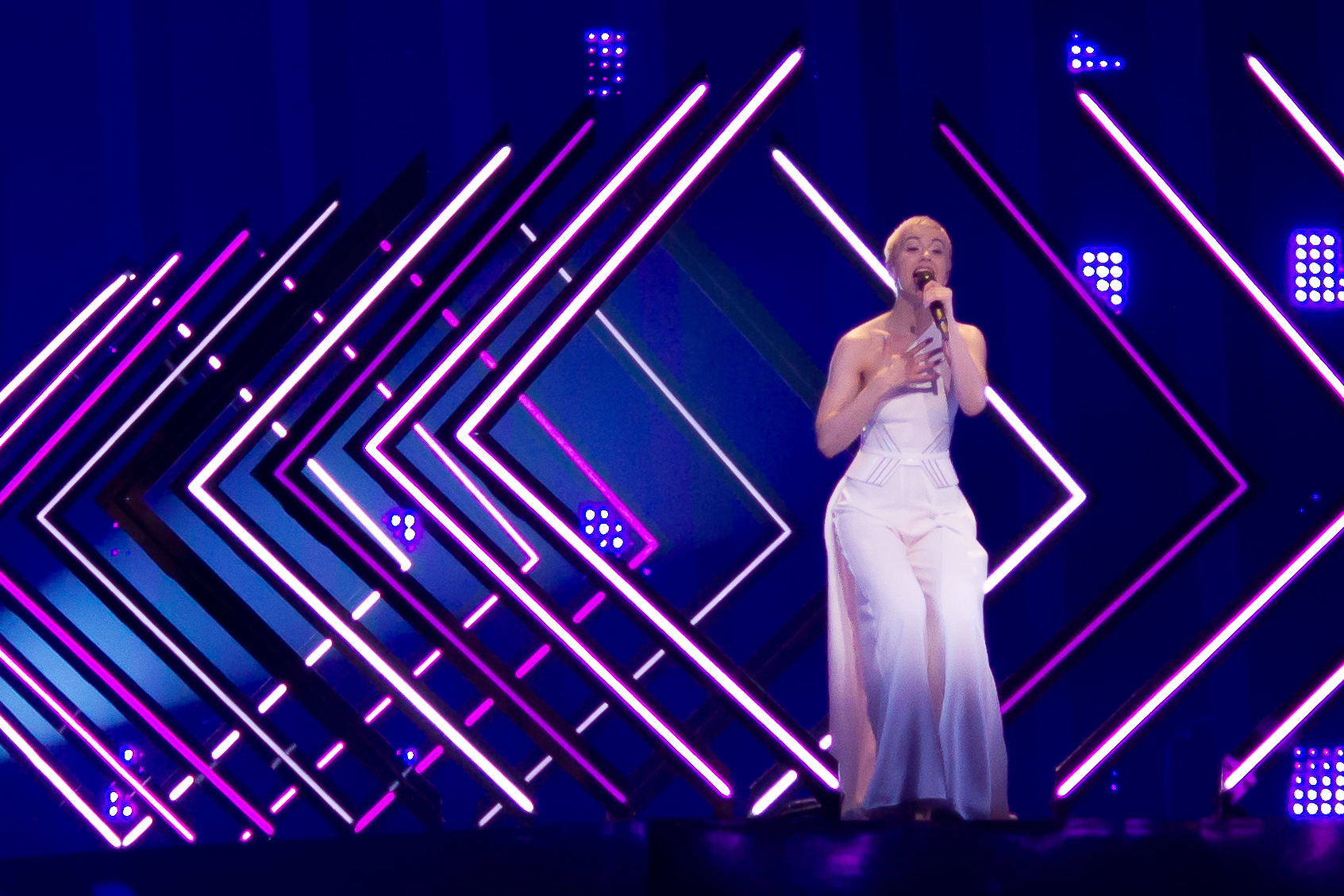
SuRie Lisszabonban (2018)
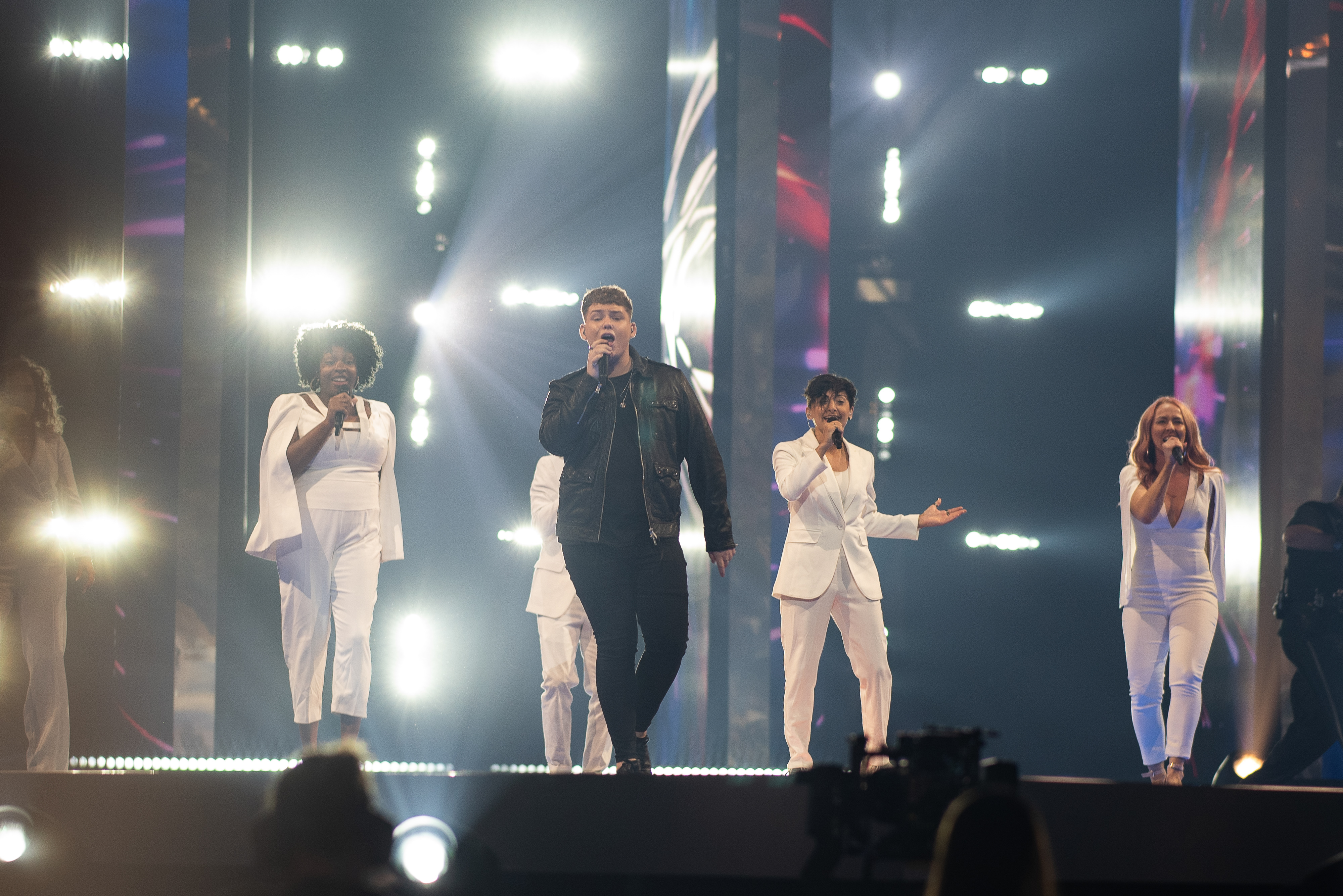
Michael Rice Tel-Avivban (2019)
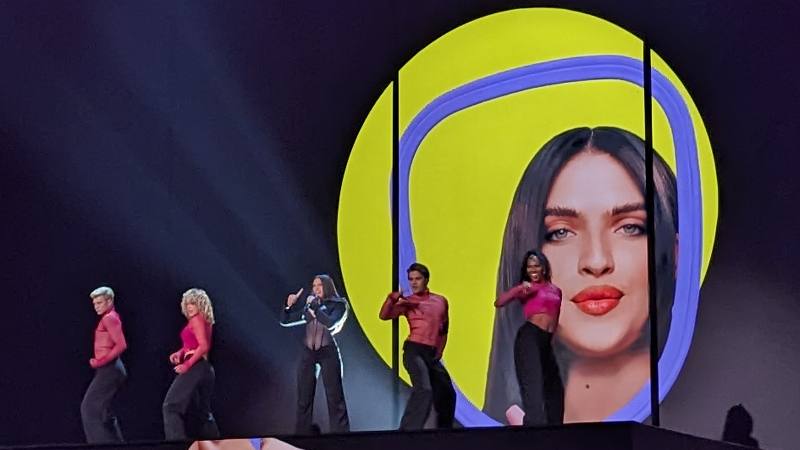
Mae Muller Liverpoolban (2023)
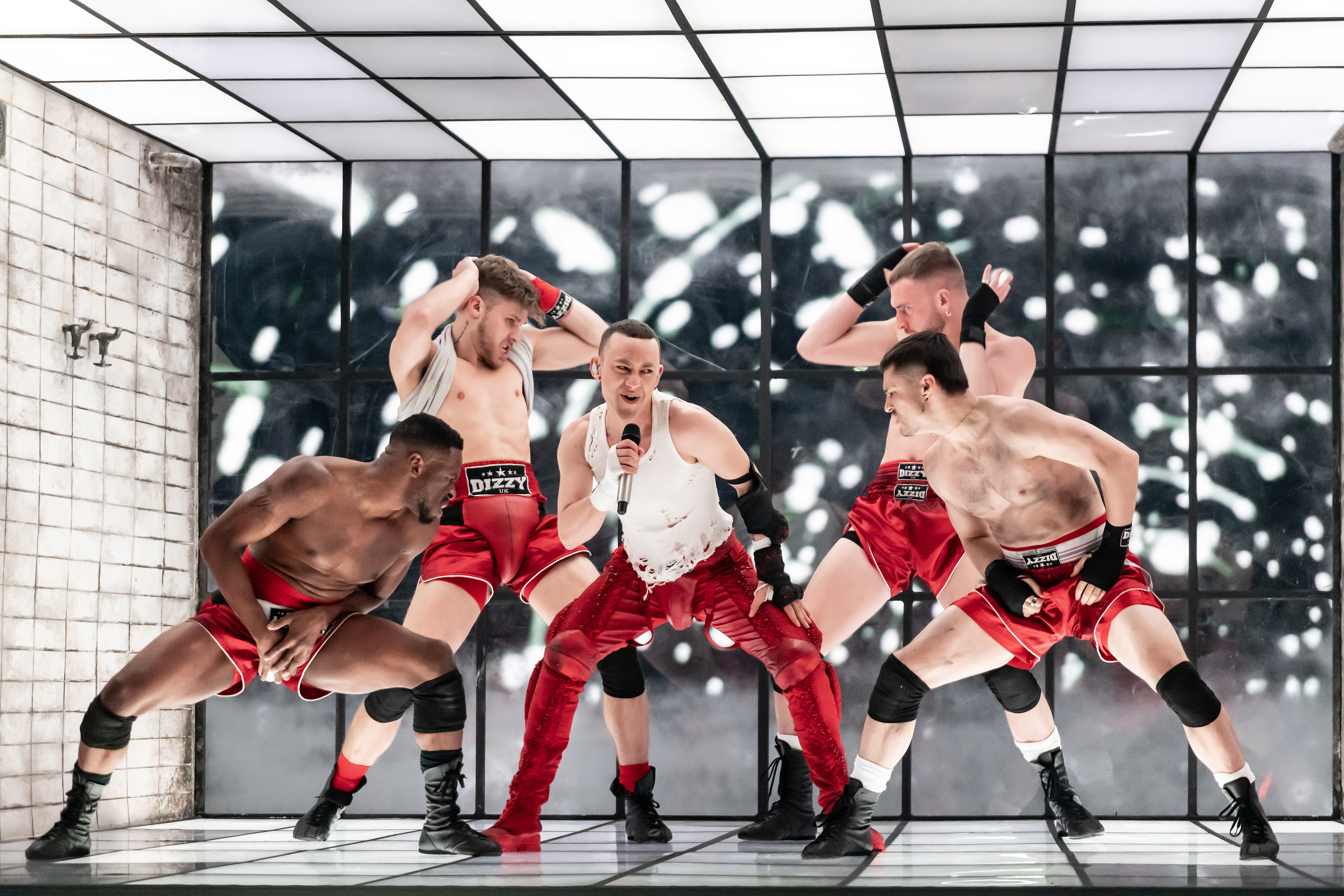
Olly Alexander Malmőben (2024)
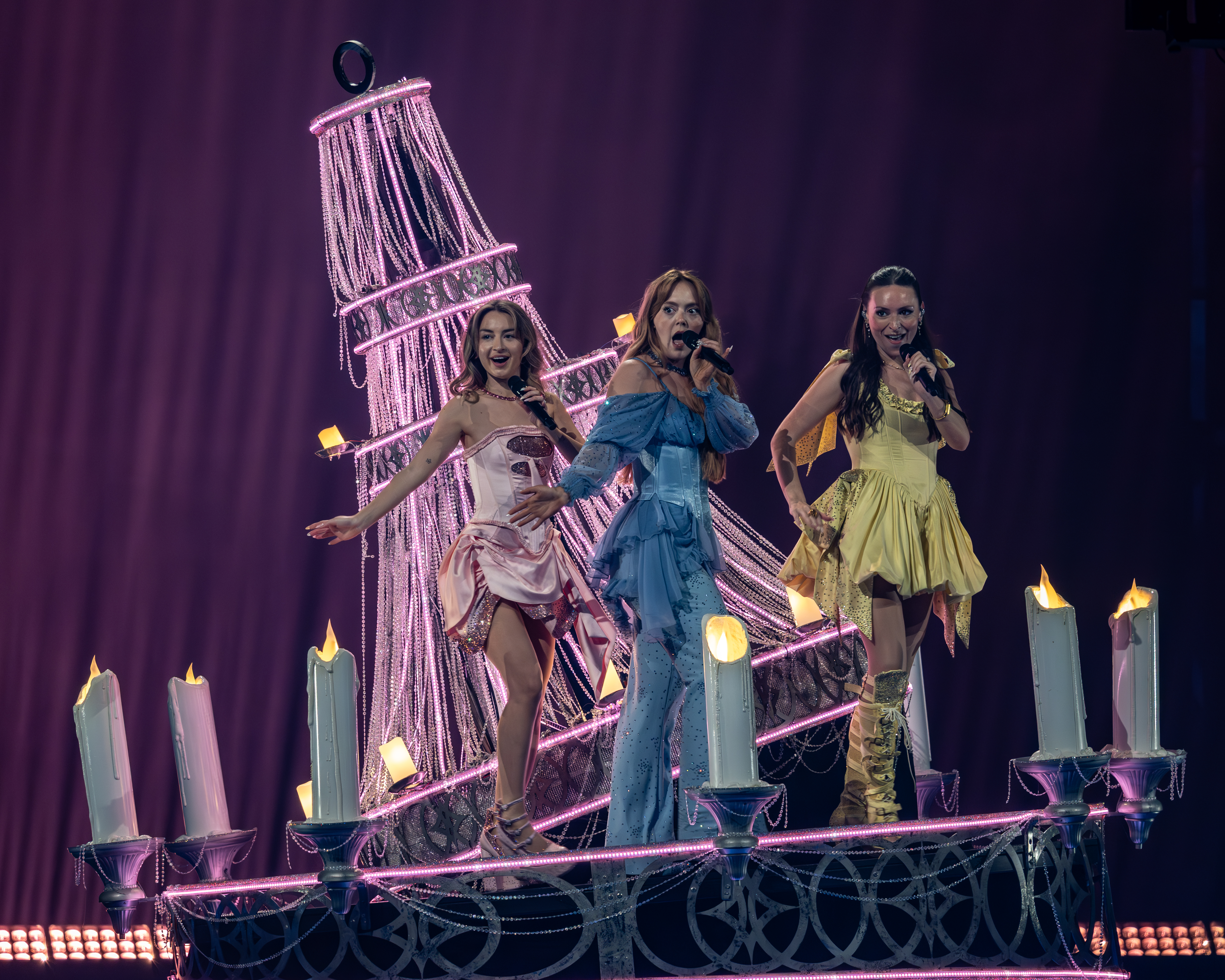
A Remember Monday Bázelben (2025)

## Díjak

### Marcel Bezençon-díj
| Kategória | Év   | Előadó    | Dal       | Zeneszerző(k) Szöveg / zene        | Eredmény az Eurovízión | Eredmény az Eurovízión | Helyszín            |
| Kategória | Év   | Előadó    | Dal       | Zeneszerző(k) Szöveg / zene        | Helyezés               | Pontszám               | Helyszín            |
| --------- | ---- | --------- | --------- | ---------------------------------- | ---------------------- | ---------------------- | ------------------- |
| Sajtódíj  | 2022 | Sam Ryder | SPACE MAN | Amy Wadge, Max Wolfgang, Sam Ryder | 2.                     | 466                    | Olaszország, Torino |

### ESC Radio Awards
| Kategória          | Év   | Előadó       | Dal              | Eredmény az Eurovízión | Eredmény az Eurovízión | Helyszín              |
| Kategória          | Év   | Előadó       | Dal              | Helyezés               | Pontszám               | Helyszín              |
| ------------------ | ---- | ------------ | ---------------- | ---------------------- | ---------------------- | --------------------- |
| Legjobb női előadó | 2013 | Bonnie Tyler | Believe in Me    | 19.                    | 23                     | Svédország, Malmö     |
| Legjobb dal        | 2013 | Bonnie Tyler | Believe in Me    | 19.                    | 23                     | Svédország, Malmö     |
| Legjobb csapat     | 2016 | Joe & Jake   | You’re Not Alone | 24.                    | 62                     | Svédország, Stockholm |